# Aqüeducte de les Ferreres
Das Aqüeducte de les Ferreres (auch als Pont del Diable bekannt, katalanisch für „Brücke des Teufels“) ist ein römisches Aquädukt, das die Senke des Barranc de les Arcs bei Tarragona in Katalonien (Spanien) überspannt und Wasser vom Fluss Francolí ins antike Tarraco leitete. Es zählt zu den besterhaltenen antiken Aquädukten und ist das größte in Katalonien.

## Lage
Der Aqüeducte de les Ferreres befindet sich in einem Wäldchen nahe beim Stadtteil Sant Salvador, etwa vier Kilometer in nördlicher Richtung vom Zentrum Tarragonas entfernt.

## Geschichte
Der genaue Zeitpunkt der Errichtung des Aquädukts ist unbekannt. Wahrscheinlich wurde es im 1. Jahrhundert n. Chr. unter der Herrschaft des Kaisers Augustus errichtet, zeitgleich mit der Erweiterung Tarracos und dem Ausbau der Stadt zum Sitz des Concilium provinciae von Hispania citerior. Das Aquädukt diente noch bis ins Mittelalter der Wasserversorgung Tarragonas. Es wurde mehrfach instand gesetzt, so unter anderem im 10. Jahrhundert unter Abd ar-Rahman III., dem Kalifen von Córdoba. Vom 18. bis ins 20. Jahrhundert wurden verschiedene Maßnahmen zum Erhalt der Bausubstanz durchgeführt.
Bereits 1905 wurde das Aquädukt als „Kulturgut nationalen Interesses“ eingestuft und im Jahr 2000 als Bestandteil des archäologischen Ensembles von Tarraco zum UNESCO-Welterbe erklärt. Nach dem Erwerb des gesamten Areals durch die Stadt Tarragona wurde 2005 der Parc ecohistòric del Pont del Diable („Ökohistorischer Park Pont del Diable“) geschaffen, um dem Baudenkmal und seiner natürlichen Umgebung zu einem besseren Schutz zu verhelfen.

## Daten und Fakten
Die Aquäduktbrücke weist eine Gesamtlänge von 217 Metern auf und erreicht eine maximale Höhe von 27 Metern, wobei der – heute zerstörte – obere Teil des mit Steinplatten abgedeckten Wasserkanals, der etwa zwei Meter hoch war, nicht berücksichtigt ist. Das Bauwerk besteht aus fünfundzwanzig Bögen; der mittlere, doppelstöckige Bereich weist zusätzlich elf Bögen auf der unteren Ebene auf. Die Bögen haben eine Spannweite von etwa 6,30 Meter, eine Höhe von bis zu 5,70 Meter (abhängig von der Geländeform) und eine Stärke von ca. 1,80 Meter. Der Abstand von Pfeilermitte zu Pfeilermitte beträgt etwa 8,10 Meter. Die Nordseite des Aquädukts liegt auf einer Höhe von ca. 56,80 Meter, die Südseite auf 56,40 Meter über NN, woraus sich ein Gefälle von etwa 0,2 % errechnen lässt.

## Bau
Die Schaumauern des Aquädukts sind aus regelmäßigen, quaderförmigen Steinblöcken mit leicht bossierten Außenseiten errichtet, die allesamt gleich hoch sind und ohne Mörtel aufeinandergesetzt wurden (opus quadratum); wahrscheinlich wurden sie bereits im nahegelegenen Steinbruch Coves de la Pedrera auf das geforderte Maß zugehauen und versatzfertig angeliefert. Das Innere der Pfeiler besteht aus einer betonähnlichen Füllung aus kleinen Steinen und Mörtel (opus caementitium). Der wasserführende Kanal war mit einem undurchlässigen Mörtel (opus signinum) ausgekleidet, der allmählich von Kalksinterschichten bedeckt wurde.

## Verlauf
Das Wasser für das Aquädukt wurde etwa 15 Kilometer nördlich von Tarragona am Francolí mittels eines Wehrs bei Torre del Comte zwischen den Orten Rourell und Puigdelfí gestaut und abgeleitet. Von dort aus verlief der Kanal zunächst parallel zum Fluss, folgte dann dem Geländeverlauf und nutzte ab der Brücke Pont del Codony das natürliche Gefälle bis zum Erreichen der Senke des Barranc de les Arcs, die mit der hier beschriebenen Aquäduktbrücke überwunden wurde. Der Kanal folgte dann dem alten Weg Camí de l’Àngel und erreichte Tarraco auf Höhe der heutigen Avinguda Catalunya, wo das Wasser in einer großen Zisterne, einem castellum aquae („Wasserschloss“), gefiltert und gesammelt wurde. Ein Netz aus Ton- und Bleirohren sorgte für die Wasserverteilung in der Stadt.

## Die Legende des Pont del Diable
Zum Ursprung der Bezeichnung des Aqüeducte de les Ferreres als „Brücke des Teufels“ erzählt man sich folgende Geschichte:
„In Zeiten der Römer entschloss man sich angesichts einer großen Wasserknappheit, unter der Tarragona zu leiden hatte, ein Aquädukt zu errichten. Hierzu galt es, eine tiefe Klamm mit einer Brücke zu überspannen. Doch gerade als die Brücke fertiggestellt war, kam ein mächtiger Wind auf und brachte die gesamte Konstruktion zum Einstürzen. Als der Baumeister das Unglück sah, sagte er, dass nur der Teufel hier eine Brücke würde bauen können, die tausend Jahre hält. Kaum hatte er diese Worte ausgesprochen, erschien auch schon der Teufel und bot an, in nur einer Nacht eine neue Brücke zu errichten, die von Dauer sein würde. Daraufhin bot ihm der Baumeister dreissig Sack Gold an, um das Werk zu vollenden, doch der Teufel lehnte das Geld ab und sagte, dass er als Bezahlung nur die Seele des ersten, der vom Wasser des Aquädukts tränke, akzeptieren würde. So wurde es vereinbart und am nächsten Morgen stand die mächtige Brücke vollendet über der Schlucht und der Teufel erschien, um seinen vereinbarten Lohn abzuholen. Da zeigte ihm der Baumeister einen Esel, denn dieser hatte als erster vom Wasser des Aquädukts getrunken…“
Die Legende ähnelt jener der Teufelsbrücke der Schweizer Schöllenenschlucht.

## Sonstiges
Der Aquädukt erscheint in dem Film La teta y la luna von Bigas Luna aus dem Jahr 1994.

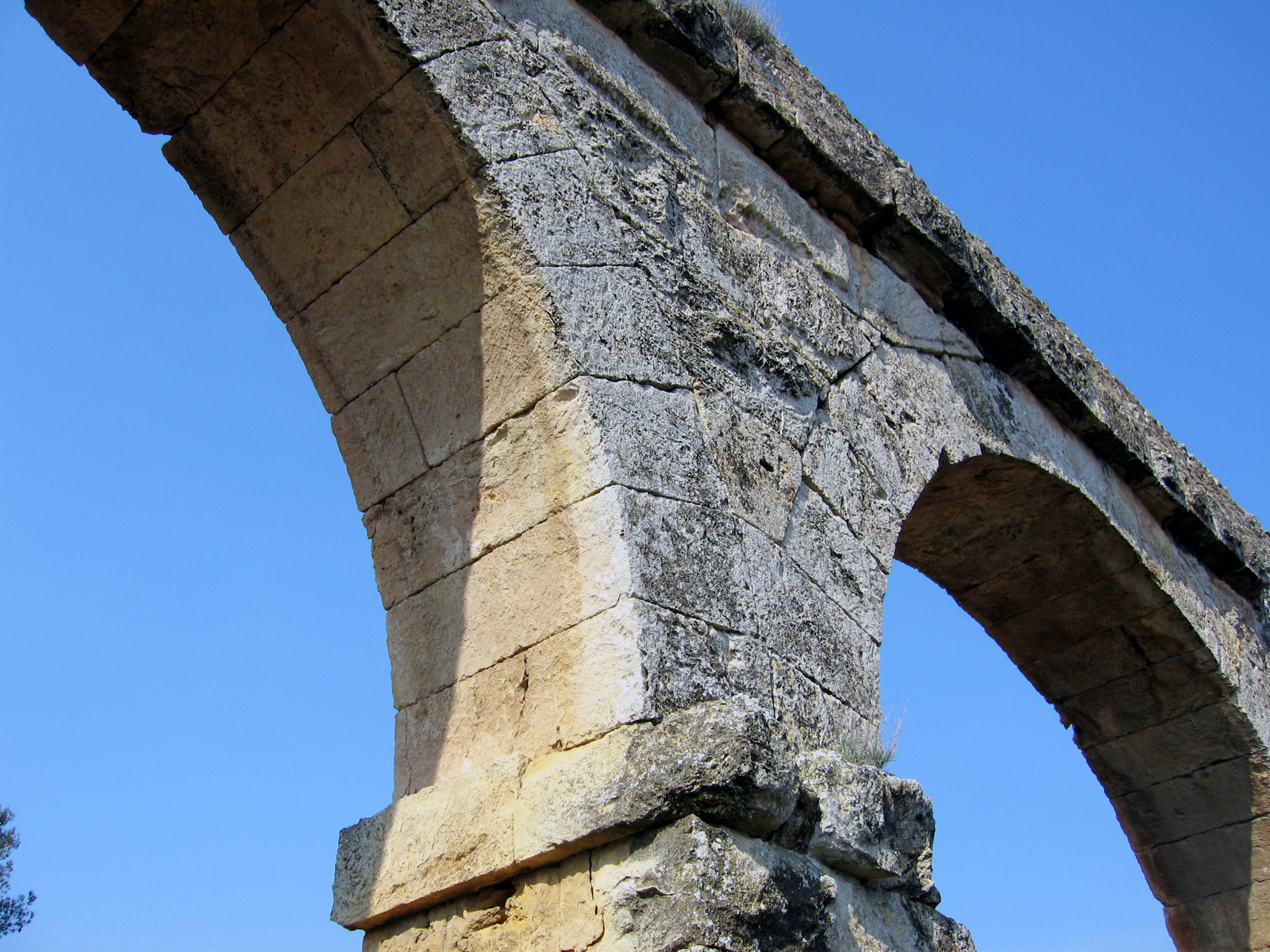
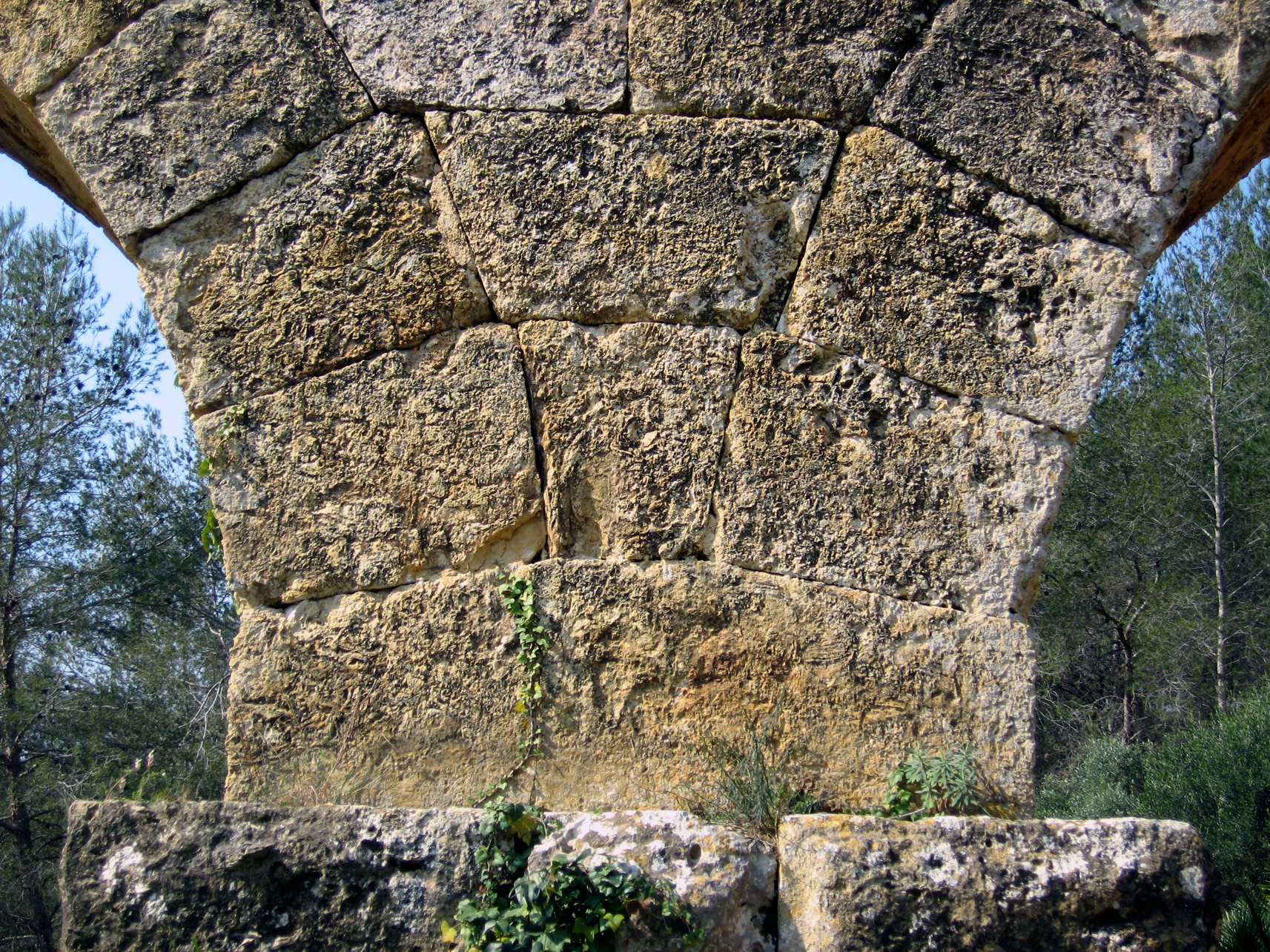
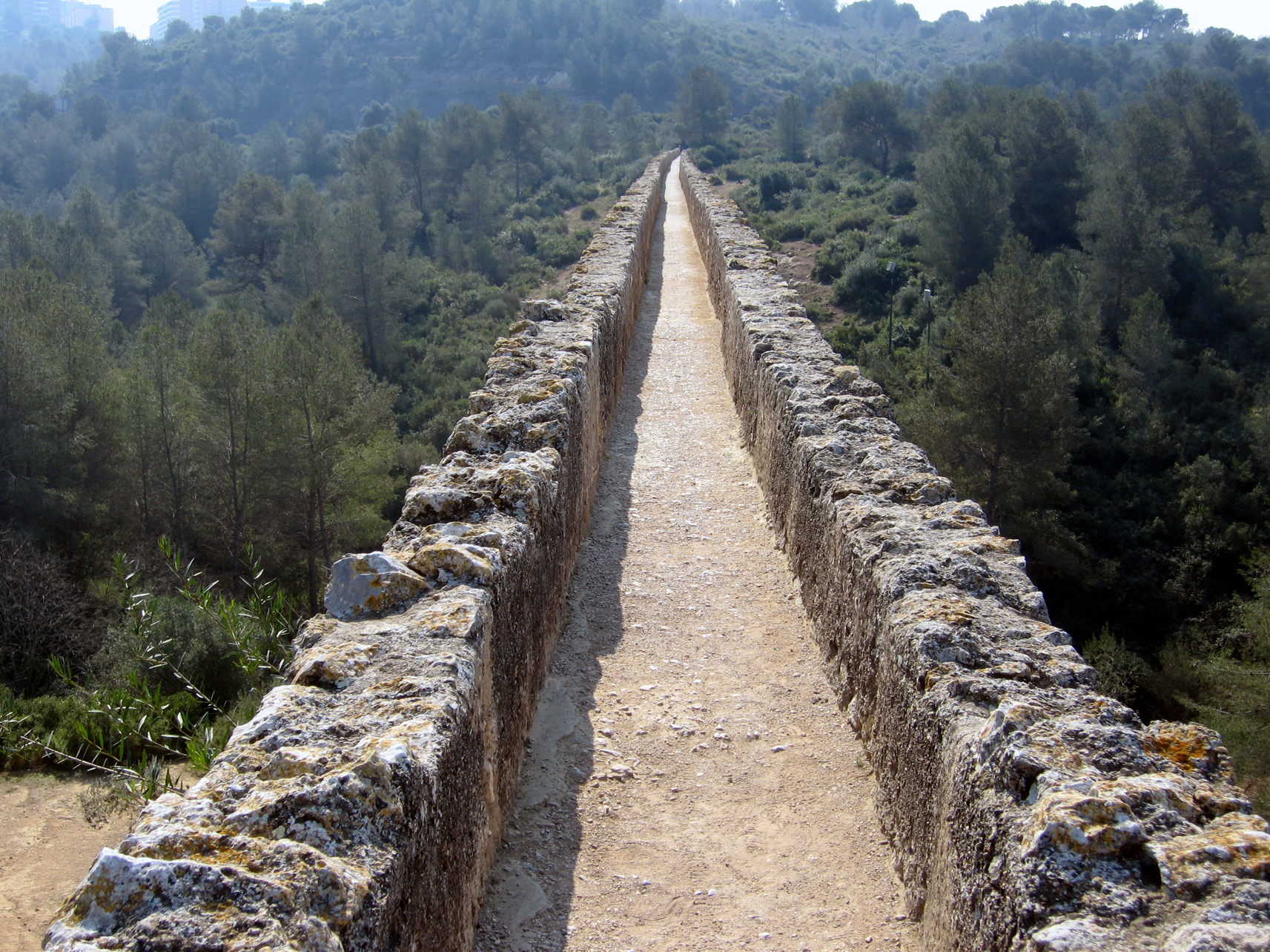
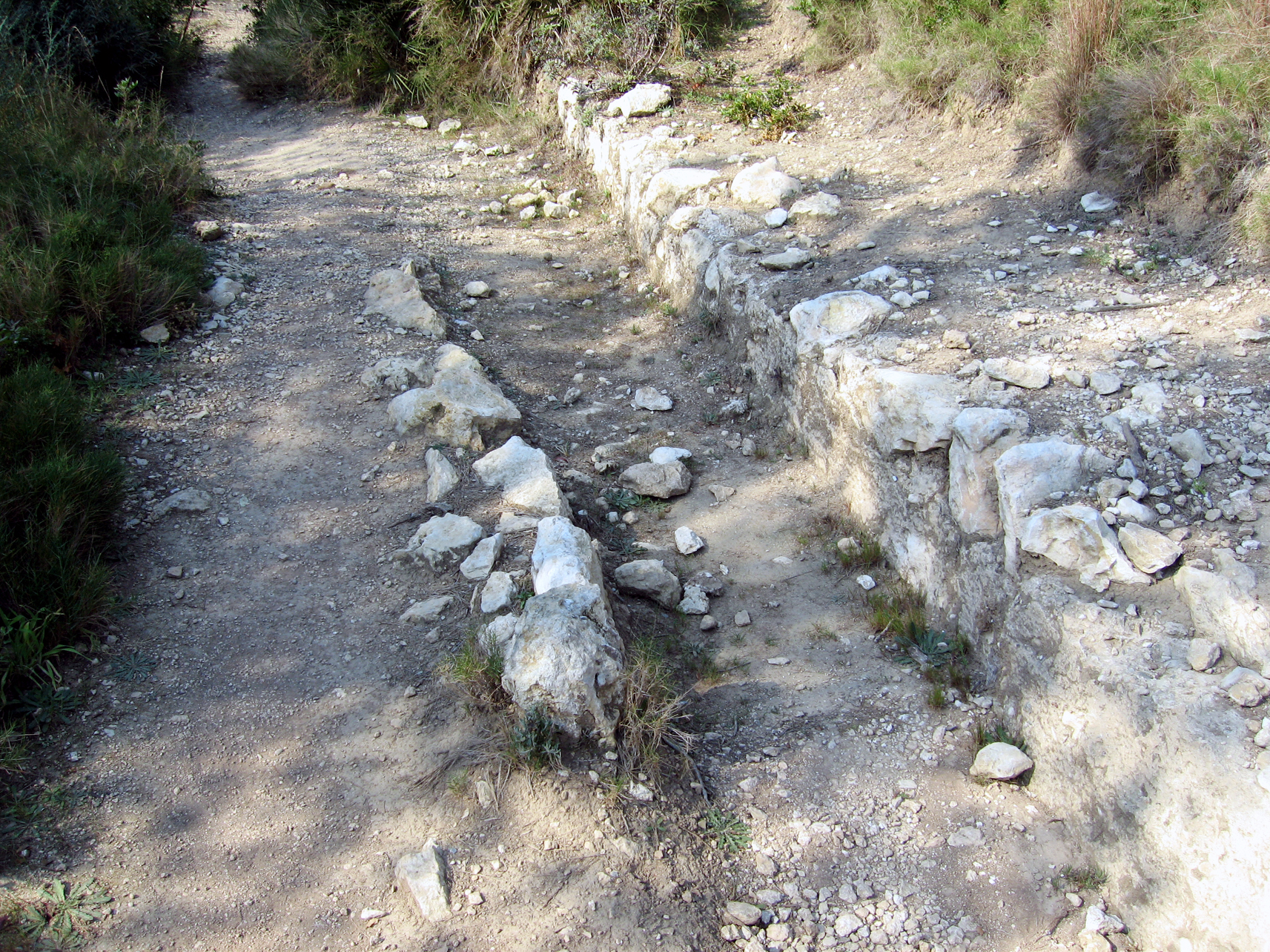